# (6541) Yuan
(6541) Yuan est un astéroïde de la ceinture principale.

## Description
(6541) Yuan est un astéroïde de la ceinture principale. Il fut découvert le 26 février 1984 à La Silla par Henri Debehogne. Il présente une orbite caractérisée par un demi-grand axe de 3,13 UA, une excentricité de 0,14 et une inclinaison de 0,7° par rapport à l'écliptique.

## Compléments